# Lijst van voetbalinterlands België - Egypte
Deze lijst van voetbalinterlands is een overzicht van alle officiële voetbalwedstrijden tussen de nationale teams van België en Egypte. De landen speelden tot op heden vier keer tegen elkaar. Het eerste duel was een vriendschappelijke interland en vond plaats op 30 maart 1999 in Luik. De laatste ontmoeting, eveneens een vriendschappelijke wedstrijd, werd gespeeld in Koeweit op 18 november 2022.

## Wedstrijden
| № | Plaats  | Datum            | Competitie        | Wedstrijd       | Uitslag |
| - | ------- | ---------------- | ----------------- | --------------- | ------- |
| 1 | Luik    | 30 maart 1999    | Vriendschappelijk | België – Egypte | 0 – 1   |
| 2 | Caïro   | 9 februari 2005  | Vriendschappelijk | Egypte – België | 4 – 0   |
| 3 | Brussel | 6 juni 2018      | Vriendschappelijk | België – Egypte | 3 – 0   |
| 4 | Koeweit | 18 november 2022 | Vriendschappelijk | België – Egypte | 1 – 2   |

## Samenvatting
| Competitie        | Totaal gespeeld | Winst België | Gelijk | Winst Egypte | Doelsaldo België – Egypte |
| ----------------- | --------------- | ------------ | ------ | ------------ | ------------------------- |
| Vriendschappelijk | 4               | 1            | 0      | 3            | 4 − 7                     |
| Totaal            | 4               | 1            | 0      | 3            | 4 − 7                     |

Wedstrijden bepaald door strafschoppen worden, in lijn met de FIFA, als een gelijkspel gerekend.

## Details

### Derde ontmoeting
| Vriendschappelijk (Brussel, België, 6 juni 2018): |              | |
| België | 3 – 0        | Egypte |
| Romelu Lukaku 27' Eden Hazard 38' Marouane Fellaini 90+2' | goals        | |
| Roberto Martínez | bondscoach   | Héctor Cúper |
| Thibaut Courtois Toby Alderweireld Laurent Ciman Jan Vertonghen 81' Thomas Meunier 70' Axel Witsel 46' Kevin De Bruyne Yannick Carrasco Dries Mertens 46' Romelu Lukaku 46' Eden Hazard 46' | opstelling   | 46' Essam El-Hadary 71' Ahmed Fathy Ali Gabr Ahmed Hegazy Mohamed Abdelshafy Abdallah Said 62' Tarek Hamed 67' Ramadan Sobhi Mohamed Elneny 79' Amr Warda 56' Marwan Mohsen |
| Marouane Fellaini 46' Nacer Chadli 46' Michy Batshuayi 46' Adnan Januzaj 46' Thorgan Hazard 70' Dedryck Boyata 81'                                                                          | wissels      | 46' Mohamed Elshenawi 56' Trezeguet 62' Sam Morsy 67' Kahraba 71' Ahmed Elmohamady 79' Omar Gaber                                                                           |
| | gele kaarten | 2' Tarek Hamed 8' Ahmed Fathy 68' Mohamed Elneny |

KBVB · A-internationals · Selecties · Statistieken · Bondscoaches · Belgisch vrouwenelftal · Olympisch elftal · België U21 · België U20 · België U19 · België U18 · België U17 · België U16 · Vrouwen U19 · Vrouwen U17
Albanië ·
Algerije ·
Andorra ·
Argentinië ·
Armenië ·
Australië ·
Azerbeidzjan ·
Bosnië en Herzegovina · 
Brazilië ·
Bulgarije ·
Burkina Faso ·
Canada ·
Chili ·
Colombia ·
Costa Rica ·
Cyprus ·
DDR ·
Denemarken ·
Duitsland ·
Egypte ·
El Salvador ·
Engeland ·
Estland ·
Faeröer ·
Finland ·
Frankrijk ·
Gabon ·
Gibraltar ·
Griekenland ·
Hongarije ·
Ierland ·
IJsland ·
Irak ·
Israël ·
Italië ·
Ivoorkust ·
Japan ·
Joegoslavië ·
Kazachstan ·
Kroatië · 
Letland ·
Litouwen ·
Luxemburg ·
Malta ·
Marokko ·
Mexico ·
Montenegro · 
Nederland ·
Noord-Ierland ·
Noord-Macedonië ·
Noorwegen ·
Oekraïne ·
Oostenrijk ·
Panama · 
Paraguay ·
Peru ·
Polen ·
Portugal ·
Qatar ·
Roemenië ·
Rusland ·
San Marino ·
Saoedi-Arabië ·
Schotland ·
Servië ·
Servië en Montenegro ·
Slovenië ·
Slowakije ·
Sovjet-Unie ·
Spanje ·
Tsjechië ·
Tsjecho-Slowakije ·
Tunesië · 
Turkije · 
Uruguay · 
Verenigde Staten · 
Wales · 
Wit-Rusland ·
Zambia · 
Zuid-Korea · 
Zweden · 
Zwitserland
Algerije (2014) ·
Argentinië (2014) · 
Brazilië (2018) · 
Canada (2022) · 
Denemarken (2021) · 
Engeland (2018, 1) · 
Engeland (2018, 2) · 
Finland (2021) · 
Frankrijk (1904) ·
Frankrijk (2018) · 
Ierland (2016) · 
Italië (2016) · 
Italië (2021) · 
Japan (2018) · 
Kroatië (2022) · 
Marokko (2022) · 
Nederland (1985) · 
Panama (2018) ·
Polen (1982) · 
Portugal (2021) · 
Rusland (2014) · 
Rusland (2021) · 
Sovjet-Unie (1982) · 
Tunesië (2018) · 
Verenigde Staten (2014) ·
West-Duitsland (1980) · 
Zuid-Korea (2014)
EFA · A-internationals · Selecties · Bondscoaches · Egyptisch vrouwenelftal · Olympisch elftal · Egypte U21 · Egypte U20 · Egypte U19 · Egypte U18 · Egypte U17
1920 – 1929 · 
1930 – 1939 · 
1940 – 1949 · 
1950 – 1959 · 
1960 – 1969 · 
1970 – 1979 · 
1980 – 1989 · 
1990 – 1999 · 
2000 – 2009 · 
2010 – 2019 ·
2020 − 2029
WK 1934 · 
WK 1990 · 
WK 2018
OS 1924 · 
OS 1928 · 
OS 1936 · 
OS 1948 · 
OS 1952 · 
OS 1960 · 
OS 1964 · 
OS 1968 · 
OS 1992 · 
OS 2012 · 
OS 2020
1920 · 
1921–1923 · 
1924 · 
1925–1927 · 
1928 · 
1929–1931 · 
1932 · 
1933 · 
1934 · 
1935 · 
1936 · 
1937–1947 · 
1948 · 
1949 · 
1950 · 
1952 · 
1952 · 
1953 · 
1954 · 
1955 · 
1956 · 
1957 · 
1958 · 
1959 · 
1960 · 
1961 · 
1962 · 
1963 · 
1964 · 
1965 · 
1966 · 
1967 · 
1968 · 
1969 · 
1970 · 
1971 · 
1972 · 
1973 · 
1974 · 
1975 · 
1976 · 
1977 · 
1978 · 
1979 · 
1980 · 
1981 · 
1982 · 
1983 · 
1984 · 
1985 · 
1986 · 
1987 · 
1988 · 
1989 · 
1990 · 
1991 · 
1992 · 
1993 · 
1994 · 
1995 · 
1996 · 
1997 · 
1998 · 
1999 · 
2000 · 
2001 · 
2002 · 
2003 · 
2004 · 
2005 · 
2006 · 
2007 · 
2008 · 
2009 · 
2010 · 
2011 · 
2012 ·
2013 ·
2014 ·
2015 ·
2016 ·
2017 ·
2018 ·
2019 ·
2020 ·
2021 ·
2022 ·
2023 ·
2024
Algerije ·
Angola ·
Argentinië ·
Australië ·
Bahrein ·
België ·
Benin ·
Bolivia ·
Bosnië en Herzegovina ·
Botswana ·
Brazilië ·
Bulgarije ·
Burkina Faso ·
Burundi ·
Canada ·
Centraal-Afrikaanse Republiek ·
Chili ·
China ·
Colombia ·
Comoren ·
Congo-Brazzaville ·
Congo-Kinshasa ·
DDR ·
Denemarken ·
Djibouti ·
Duitsland ·
Engeland ·
Equatoriaal-Guinea ·
Estland ·
Ethiopië ·
Finland ·
Frankrijk ·
Gabon ·
Georgië ·
Ghana ·
Griekenland ·
Guinee ·
Guinee-Bissau ·
Hongarije ·
Ierland ·
Indonesië ·
Irak ·
Iran ·
Italië ·
Ivoorkust ·
Jamaica ·
Japan ·
Jemen ·
Joegoslavië ·
Jordanië ·
Kaapverdië ·
Kameroen ·
Kenia ·
Koeweit ·
Kroatië ·
Libanon ·
Liberia ·
Libië ·
Litouwen ·
Luxemburg ·
Madagaskar ·
Malawi ·
Mali ·
Malta ·
Marokko ·
Mauritanië ·
Mauritius ·
Mexico ·
Mozambique ·
Namibië ·
Nederland ·
Nieuw-Zeeland ·
Niger ·
Nigeria ·
Noord-Korea ·
Noord-Macedonië ·
Noorwegen ·
Oeganda ·
Oman ·
Oostenrijk ·
Palestina ·
Polen ·
Portugal ·
Qatar ·
Roemenië ·
Rusland ·
Rwanda ·
Saoedi-Arabië ·
Schotland ·
Senegal ·
Sierra Leone ·
Slowakije ·
Soedan ·
Somalië ·
Spanje ·
Swaziland ·
Syrië ·
Tanzania ·
Thailand ·
Togo ·
Trinidad en Tobago ·
Tsjaad ·
Tsjecho-Slowakije ·
Tunesië ·
Turkije ·
Uruguay ·
Verenigde Arabische Emiraten ·
Verenigde Staten ·
Wit-Rusland ·
Zambia ·
Zimbabwe ·
Zuid-Afrika ·
Zuid-Jemen ·
Zuid-Korea ·
Zuid-Soedan ·
Zweden ·
Zwitserland
Kameroen (2017) ·
Rusland (2018) ·
Saoedi-Arabië (2018) ·
Uruguay (2018)